# Pearl Harbor
Pearl Harbor – historyczna baza United States Navy na hawajskiej wyspie Oʻahu, nazwana od zatoki, którą zajmuje. Współczesna baza nosi nazwę Joint Base Pearl Harbor-Hickam i jest połączeniem bazy marynarki i należącej do lotnictwa amerykańskiego wcześniejszej Hickam Air Force Base.

## Historia

### Do I wojny światowej
W XIX wieku, niedługo po odkryciu Hawajów przez Europejczyków, stało się oczywiste, że zatoka Pearl Harbor doskonale nadaje się na bazę okrętów. Po aneksji archipelagu w 1898 roku, Stany Zjednoczone w 1901 roku rozpoczęły budowę bazy floty nad zatoką, stopniowo przenosząc tam poprzednią, prowizoryczną bazę z Honolulu. Rozpoczęto też niezbędny i żmudny proces pogłębiania wejścia do zatoki. W 1908 roku przyznano fundusze na pogłębienie wejścia do zatoki, tak by mogły do niej wpływać największe okręty floty amerykańskiej. Pierwszy duży okręt, krążownik pancerny USS „California”, wszedł do zatoki 15 grudnia 1911.

### Po I wojnie światowej
Podczas I wojny światowej Stany Zjednoczone ostatecznie podjęły decyzję o rozbudowie bazy, tak by stała się jedną z głównych baz amerykańskiej floty, porównywalną wielkością i infrastrukturą do baz na zachodnim wybrzeżu kontynentalnych Stanów Zjednoczonych. W 1917 rząd amerykański kupił wyspę Ford w środku zatoki Pearl Harbor w celu zbudowania na niej lotniska, z początku używanego przez lotnictwo armii USA, następnie od 1932 przez lotnictwo floty. W 1919 ukończono pierwszy suchy dok. Do 1934 roku wydano 47 mln dolarów na budowę bazy, która stała się zdolna do pomieszczenia całej Floty Pacyfiku z wyjątkiem największych lotniskowców typu Lexington, dla których wejście do zatoki było jeszcze za płytkie (wejście pogłębiono w następnych latach). Ciężkie okręty floty często odwiedzały Pearl Harbor podczas ćwiczeń, lecz były nadal bazowane na zachodnim wybrzeżu Stanów Zjednoczonych w San Diego. Wraz z pojawieniem się na horyzoncie wojny amerykańskie wydatki na budowę bazy gwałtownie wzrosły, sięgając 100 mln dolarów do 1940 roku. W maju 1940 roku Stany Zjednoczone podjęły decyzję o przebazowaniu głównych sił floty do Pearl Harbor, w celu wywarcia presji na Japonię i w dalszym czasie zorganizować jej daleką blokadę.

### II wojna światowa
Atak lotnictwa marynarki wojennej Japonii 7 grudnia 1941 na bazę w Pearl Harbor rozpoczął pierwsze w historii intensywne walki o Pacyfik. Z pokładu japońskich lotniskowców wystartowało 350 samolotów. Podczas nalotu trwającego kilka godzin zniszczony został trzon amerykańskiej Floty Pacyfiku. Japońskie lotnictwo zatopiło lub uszkodziło 21 okrętów oraz zniszczyło około 260 samolotów. Ocalały jedynie amerykańskie lotniskowce, których nie było tego dnia w porcie.

### Po II wojnie światowej
Od zakończenia wojny do dziś Pearl Harbor pozostaje jedną z najważniejszych baz amerykańskiej marynarki.
Od 1962 na wodach zatoki znajduje się również Arizona Memorial, który upamiętnia japoński atak z 1941. Muzeum zostało zbudowane ponad zatopionym wrakiem okrętu. Można w nim obejrzeć archiwalne filmy, a także wysłuchać licznych komentarzy, dotyczących japońskiej agresji na Hawaje. W 2010 baza została połączona z bazą lotniczą i przemianowana na Joint Base Pearl Harbor-Hickam.